# (19384) Winton
(19384) Winton est un astéroïde de la ceinture principale.

## Description
(19384) Winton est un astéroïde de la ceinture principale. Il fut découvert le 6 février 1998 à l'Observatoire Kleť par Jana Tichá et Miloš Tichý. Il présente une orbite caractérisée par un demi-grand axe de 2,20 UA, une excentricité de 0,18 et une inclinaison de 3,0° par rapport à l'écliptique.

## Compléments